# Droits LGBT au Groenland
Les droits LGBT au Groenland, pays constitutif du royaume du Danemark, sont aussi avancés que celui-ci, bien que les droits aient été acquis moins rapidement.

## Dépénalisation de l'homosexualité
L'homosexualité est légale au Groenland depuis 1933, en tant que pays constitutif du Danemark.
La majorité sexuelle a été fixée à 18 ans pour les HSH. Le Danemark et le Groenland abaissent cet âge à 15 ans en 1977, qui devient égal aux rapports hétérosexuels, les Îles Féroé le feront en 1988.

## Protection contre les discriminations
Toutes les lois contre les discriminations adoptées par le Danemark s'adoptent sur le territoire du Groenland.

## Reconnaissance des couples de même sexe
Le Groenland a adopté la même loi que le Danemark sur le partenariat enregistré, mais plus tardivement, le 1er juillet 1996. Ce partenariat s'appelle Nalunaarsukkamik inooqatigiinneq en groenlandais.
Une résolution a été déposée le 15 janvier 2015 au Parlement du Groenland visant à légaliser le mariage homosexuel. La première lecture a eu lieu le 25 mars 2015, et le texte a été voté à l'unanimité en seconde lecture le 26 mai 2015.
Pour entrer en vigueur, la loi passe devant le Folketing (Parlement danois). La loi a été déposée le 28 janvier 2015 en vue d'être acceptée, sa première lecture a lieu le 26 mai 2015. Il était prévu que la loi entre officiellement en vigueur le 1er octobre 2015, mais cela a été reporté en raison des élections législatives danoises de 2015. Avec quelques changements, elle est de nouveau déposée au Folketing le 29 octobre 2015. La première lecture s'est tenue le 5 novembre 2015. La seconde lecture se tient le 14 janvier 2016 et est approuvée le 19 janvier 2016 à l'unanimité par 108 les députés présents. La loi autorisant les mariages pour les couples de personnes de même sexe entre finalement en vigueur le 1er avril 2016, suivie par celle autorisant l'adoption homoparentale le 1er juillet 2016,.
Le jour de son entrée en vigueur, le partenariat enregistré disparaît comme cela a été le cas au Danemark.

## Mouvement LGBT au Groenland
Il existait une association de défense des droits LGBT, de 2002 à 2007, nommée « Qaamaneq » (Lumière) qui a organisé différentes manifestations. Elle est recréée en 2014 sous le nom LGBT Qaamaneq.
La première gay pride au Groenland s'est tenue à Nuuk le 15 mai 2010.

## Tableau récapitulatif
| Dépénalisation de l’homosexualité                                                   | Depuis 1933 |
| Majorité sexuelle identique à celle des hétérosexuels                               | Depuis 1977 |
| Interdiction des discours de haine contre les LGBT                                  | Depuis 2010 |
| Interdiction de la discrimination liée à l'orientation sexuelle à l'embauche        | Depuis 2010 |
| Interdiction de la discrimination liée à l'identité de genre dans tous les domaines | Non |
| Mariage civil ou partenariat civil                                                  | Depuis 2016 |
| Adoption conjointe dans les couples de personnes de même sexe                       | Depuis 2016 |
| Adoption par les personnes homosexuelles célibataires                               | Depuis 2009 |
| Droit pour les gays de servir dans l’armée                                          | Responsabilité danoise (Depuis 1978) |
| Droit de changer légalement de genre (après stérilisation)                          | Non |
| Gestation pour autrui pour les gays                                                 | Non |
| Accès aux FIV pour les lesbiennes                                                   | Depuis 2006 |
| Autorisation du don de sang pour les HSH                                            | Oui (depuis mars 2020, après une période d'abstinence de quatre mois. Ce délai est annulé si la personne est dans une relation monogame stable) |